# 曹操诗
曹操（155年—220年）是东汉（25年—220年）末年崛起并成为中国政府实质首脑的军阀。他为由其子和继承人曹丕于三国时期（220年—280年）所建的曹魏（220年—265年）奠定了基础。诗歌是曹操留下的众多文化遗产之一。

## 概述
曹操和儿子曹丕、曹植都是有造诣的诗人。曹操也是徐干等诗人的赞助者。曹操的作品只有一部分留存至今。他的诗文朴实而深刻，帮助重塑了他所处时代及以后的诗风，也最终促成了与唐诗相关的诗风。曹操、曹丕、曹植合称“三曹”。三曹的诗与其他诗人的诗最终发展形成了建安文学：建安为196年—220年间的年号。曹氏等诗人在汉末及曹魏建立后继续写和发展此诗风，他们就是建安诗人。汉末内战对诗歌的影响导致了建安文学时期一种对人生短暂的阴沉而感伤的基调的发展。
根植于汉朝诗民歌的建安文学发展进入一种学者诗形式，即六朝诗的特征。曹操和其他建安诗人发展了源于如句长不等的诗等民歌或传统民谣的独特的汉朝赋（或乐府）。不规律的诗句被转换成了规律的五言体，很像唐诗的五言绝句，也给后者带来灵感。曹操尤以显然配乐的民谣风格的诗句闻名。
曹操也用《诗经》旧的四字句格式写诗。伯顿·沃森描述曹操为：“那个时期唯一成功将活力注入旧的四字韵律的作家，主要因为他抛弃了与之相关的过时的语言且使用了他当时的普通诗歌语言。”曹操也以早期对山水诗体裁的贡献闻名，曾作每句四字、共14句的诗《观沧海》（由叶维廉所译）。

## 诗歌

### 《龟虽寿》
曹操最著名的诗篇之一是用旧的四字格式写就的《龟虽寿》。这是由四部分诗组成的《步出夏门行》的一部分。它作于建安十二年（207年）白狼山之战期间。
| 《龜雖壽》           |
| 神龜雖壽，猶有竟時。 |
| 螣蛇乘霧，終為土灰。 |
| 老驥伏櫪，志在千里； |
| 烈士暮年，壯心不已。 |
| 盈縮之期，不但在天； |
| 养怡之福，可得永年。 |
| 幸甚至哉！歌以咏志。 |

### 《短歌行》
曹操的另一名篇是在建安十三年（208年）冬赤壁之战前所作的《短歌行》。
| 《短歌行》              |
| 對酒當歌，人生幾何？    |
| 譬如朝露，去日苦多。    |
| 慨當以慷，憂思難忘。    |
| 何以解憂？唯有杜康。(1) |
| 青青子衿，悠悠我心。(2) |
| 但為君故，沈吟至今。    |
| 呦呦鹿鳴，食野之蘋。    |
| 我有嘉賓，鼓瑟吹笙。(3) |
| 明明如月，何時可掇？    |
| 憂從中來，不可斷絕。    |
| 越陌度阡，枉用相存。    |
| 契闊談宴，心念舊恩。    |
| 月明星稀，烏鵲南飛，    |
| 繞樹三匝，何枝可依？    |
| 山不厭高，海不厭深。(4) |
| 周公吐哺，天下歸心。(5) |

(1) 杜康是传说中酒的发明者。

(2) 这是引用了愛情詩《诗经·鄭風·子衿》。

(3) 这一全节是引自《诗经·小雅·鹿鳴》的一首诗。

(4) 化用《管子·形勢解》。

(5) 当人们在周公吃饭时来访，周公就吐出食物不吃完饭而是去见他们。后世评论者嘉奖他的自我牺牲。